# Dasysternica crypsiphoena
Dasysternica crypsiphoena är en fjärilsart som beskrevs av Turner 1922. Dasysternica crypsiphoena ingår i släktet Dasysternica och familjen mätare. Inga underarter finns listade i Catalogue of Life.